# 錢慧儀
錢慧儀（英語：Winnie Chin Wai Yee，1963年8月20日—），於加拿大哥倫比亞書院畢業，專長芭蕾舞、鋼琴。1981年度香港小姐競選亞軍。

## 簡歷
出道前曾接拍過香港快餐集團大家樂的廣告。
1981年，獲得香港小姐亞軍（原為季軍，但後來因冠軍羅佩芝虛報年齡被褫奪名銜，從而獲得亞軍），及後進入影藝圈，簽約無綫電視。
1983年，她和甄妮丈夫傅聲拍攝電影《花心大少》時傳出緋聞。
1984年，她簽部頭約為亞洲電視演出劇集《表錯七段情》。
1990年，正式離開娛樂圈，移居加拿大，1993年回流香港。
1995年，錢慧儀嫁給豪門香港大生銀行後人馬清揚，育有兩子一女，其後常以豪門之婦身分出席許多時尚派對。

## 演出作品

### 電影
| 年份   | 片名                       | 角色       |
| 1983年 | 花心大少                   | 毛盈盈     |
| 1983年 | 毀滅號地車                 | 阿De女友   |
| 1983年 | 叔侄‧縮窒                  |            |
| 1984年 | 三文治                     |            |
| 1984年 | 傾城之戀                   | 白寶絡     |
| 1984年 | 風流冤鬼                   | 楊教授妻子 |
| 1985年 | 夏日福星                   |            |
| 1985年 | 智勇三寶                   |            |
| 1986年 | 兩公婆八條心【雙生傷生】篇 |            |
| 1986年 | 歡樂叮噹                   |            |

### 電視劇
| 年份   | 劇名                   | 角色 |
| 1982年 | 香港82（無綫電視）     |      |
| 1984年 | 表錯七段情（亞洲電視） |      |
| 1988年 | 禿鷹特警隊 - 陷阱      |      |